# Franz Karl Meyer-Brodnitz

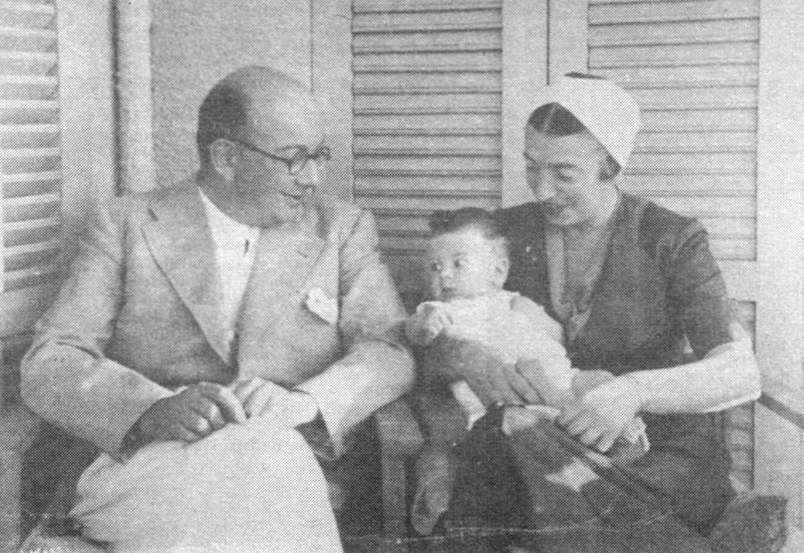
Franz Karl Meyer-Brodnitz 1897–1943

Franz Karl Meyer-Brodnitz (* 16. März 1897 in Berlin-Charlottenburg; † 20. März 1943 in Jerusalem) war ein deutscher Arzt und Gewerbehygieniker.

## Leben und Werk
Franz Karl Meyer-Brodnitz wurde 1897 in Berlin-Charlottenburg als Sohn des Bankiers William Meyer und seiner Frau Elise Brodnitz geboren. Er hatte drei Geschwister. Seine Jugend verbrachte er in Berlin. Als 17-jähriger Oberprimaner meldete er sich 1914 nach Ausbruch des Ersten Weltkrieges freiwillig zum Kriegsdienst. Bei Fronteinsätzen wurde er verwundet. Nach seiner Genesung konnte er die Notreifeprüfung ablegen. Bis Kriegsende diente er als Sanitätsunteroffizier an der Westfront.
Sein Medizinstudium an den Universitäten Berlin, Heidelberg, Freiburg und Rostock schloss er 1923 mit Staatsexamen und Promotion zum Dr. med. ab. Von 1923 bis 1927 arbeitete er als Assistenzarzt an verschiedenen Berliner Krankenhäusern und er qualifizierte sich als Facharzt für Innere Medizin. Gleichzeitig bildete er sich über sozialhygienische Fragen bei Alfred Grotjahn weiter. Von 1927 bis 1933 betrieb er eine ärztliche Praxis in Berlin.
Bedingt durch seine Kriegserlebnisse wurde Franz Karl Meyer-Brodnitz Pazifist. Seit den frühen 1920er Jahren war er SPD-Mitglied und als solches zusammen mit Raphael Silberstein, Alfred Grotjahn, Benno Chajes, Felix Königsberger, Alfred Korach und Ludwig Jaffé in der 1926 gegründeten Arbeitsgemeinschaft sozialdemokratischer Ärzte aktiv. 1927 und 1931 wurde er in die Ärztekammer von Groß-Berlin gewählt. Außerdem war er Gesundheitsdeputierter und Stadtverordneter von Berlin, Mitglied des Senats des Deutschen Hygiene-Museums in Dresden und der Deutschen Gesellschaft für Gewerbehygiene sowie Dozent an der Hochschule.
Vom 15. Februar 1927 bis 30. Juni 1933 war Franz Karl Meyer-Brodnitz Mitarbeiter von Theodor Leipart, dem Vorsitzenden des Allgemeinen Deutschen Gewerkschaftsbundes (ADGB). In dieser Funktion war er arbeits- und sozialhygienischer Berater des ADGB und Leiter der neugeschaffenen Abteilung für Gewerbehygiene und Gesundheitsschutz in der Industrie. Die Gewerkschaften hatten die Aufgabe, an der Unfallverhütung und der Prophylaxe von Berufskrankheiten in der Industrie mitzuarbeiten. Meyer-Brodnitz hatte dabei die Tätigkeiten der Gewerkschaftsbeauftragten bei den staatlichen Betriebsbesichtigungen zur organisieren, beziehungsweise selbst wahrzunehmen sowie mit der Gewerbeinspektion auf die Abstellung von Missständen zu drängen. Darüber hinaus wirkte er beratend bei Gesetzgebung und Verwaltung sowie bei der Schulung der Gewerkschaftsmitglieder mit. Seit 1930 war er Mitglied des Ausschusses für Berufskrankheiten beim Internationalen Arbeitsamt in Genf.
Nach der Machtübernahme durch die Nationalsozialisten begann ein langer und letztlich aussichtsloser Kampf um seine Zulassung. Mehrfach wurde ihm diese entzogen und auf Beschwerde, bis hin zum Reichsarbeitsministerium, wegen seiner Kriegsteilnahme wieder erteilt. Mit seiner Frau Vilma, die er kurz vor der Emigration geheiratet hatte, verließ er im November 1935 Berlin in Richtung Palästina. Es gelang ihm, dort eine der begehrten Arzt-Lizenzen zu erhalten. Er eröffnete in Haifa eine private Hausarztpraxis und versuchte in der in Palästina nahezu unbekannten Gewerbemedizin (Arbeitsmedizin) Fuß zu fassen. Erst 1942 gelang es ihm, seine sozialmedizinischen Vorstellungen in der Kommission für Gewerbe- und Sozialhygiene der Gewerkschaft „Histradrut“ zu Gehör zu bringen. Seine erste Aufgabe war es, die Situation einiger Fabriken in Haifa unter arbeitsmedizinischen Gesichtspunkten zu untersuchen. Doch zu diesem Zeitpunkt war er schon schwer erkrankt. Im März 1943 starb er an Lungenkrebs.

## Zeitschriftenbeiträge (Auswahl)
- Die Arbeiterwohlfahrt. 1926–1933
  - 2(1927), H. 16, S. 507–509: Unterricht in Gesundheitsfürsorge und sozialer Hygiene im Nachschulungslehrgang. (Digitalisat)
  - 5(1930), H. 2, S. 44–46: Die Filmkinder im Arbeitsschutzgesetz. (Digitalisat)
  - 6(1931), H. 24, S. 745–750: Rationalisierung, Volksgesundheit und Arbeitszeitverkürzung. (Digitalisat)
- Die Arbeit. Zeitschrift für Gewerkschaftspolitik und Wirtschaftskunde. 1924–1933
  - 4(1927), H. 5, S. 332–339: Die Berufskrankheiten. Ihre Bekämpfung durch die Gewerkschaften. (Digitalisat)
  - 5(1928), H. 1, S. 51–56: Zur internationalen Regelung des Gewichtes der Traglasten. Eine gewerbehygienische Untersuchung. (Digitalisat)
  - 6(1929), H. 3, S. 183–188: Zur hygienischen Bedeutung des Arbeitsschutzgesetzes. (Digitalisat)
  - 6(1929), H. 8, S. 492–498: Die menschliche Arbeitskraft als Gegenstand der Forschung. Organisationsplan eines Forschungsinstituts für Gewerbehygiene. (Digitalisat)
  - 7(1930), H. 3, S. 190–196: Die sozialhygienische Schulung der künftigen Ärzte. (Digitalisat)